# Onthophagus tabellifer
Onthophagus tabellifer es una especie de insecto del género Onthophagus, familia Scarabaeidae, orden Coleoptera.
Fue descrita científicamente por Gillet en 1927.